# Peter Gutmann
Peter Gutmann é um cientista da computação do Departamento de Ciência da Computação da Universidade de Auckland,  Nova Zelândia. Criador do Método Gutmann, que é uma técnica usada para apagar o Disco Rígido do computador usando um algoritmo combinado, fazendo com que os arquivos sejam apagados 35 vezes, tornando impossível recuperar o Disco.